# Heart and Soul (chanson)
Pour les articles homonymes, voir Heart and Soul.
Singles de AAA
Hide-away / Hide & Seek / Find you
(2009) Aitai Riyuu / Dream After Dream ~Yume Kara Sameta Yume~
(2010)
Heart and Soul est le 23esingle du groupe AAA sorti sous le label Avex Trax le 27 janvier 2010 au Japon. Il atteint la 3e place du classement de l'Oricon. Il se vend à 33 311 exemplaires la première semaine et reste classé 4 semaines, pour un total de 37 214 exemplaires vendus. Il sort en format CD et CD+DVD.
Heart and Soul est présente sur l'album Heartful.

## Liste des titres
| 1. | Heart and Soul                                                    | Leonn              | Shinya Saito  | 4:24 |
| 2. | Namida no Kizuna (涙のキズナ)                                     | Leonn & BounceBack | BounceBack    | 5:43 |
| 3. | TWO ROADS                                                         | Ishida Takumi      | Ishida Takumi | 4:25 |
| 4. | Heart and Soul (ArmySlick's bavtronic mix) (version CD seulement) | Leonn              | Shinya Saito  | 4:49 |
| 5. | Heart and Soul (Instrumental)                                     | Leonn              | Shinya Saito  | 4:23 |
| 6. | Namida no Kizuna (Instrumental) (涙のキズナ)                      | Leonn & BounceBack | BounceBack    | 5:44 |

| 1. | Heart and Soul          |  |
| 2. | Heart and Soul (Making) |  |

| 1. | Yokohama Arena Digest (横浜アリーナライブダイジェスト) |  |
| 2. | Variety Movie (撮り下ろしバラエティ映像)               |  |